# Жолоб Світлана Костянтинівна
Жолоб Світлана Костянтинівна (12 жовтня 1947, с. Михайлівка, Канівський район, Черкащина — †10 травня 2011, м. Київ) — українська поетеса та перекладачка.

## Біографія
Закінчила Київський університет ім. Т. Шевченка. Від 1975 до 2001 Світлана Жолоб працювала у видавництві «Дніпро». Останні чотирнадцять років — на посаді головного редактора.
Авторка поетичних збірок «Ярославна» (1969), «Сонячні пагорби» (1982), «Дерево життя» (1986), збірки вибраних поезій «Із глибин» (2008) та поетичних перекладів «Річка — нескінченна» (2007). Переклала роман Габріеля Гарсіа Маркеса «Осінь патріарха» (у співавторстві), поетичну книжку Ани Каландадзе «Високе небо Грузії» та ряд інших поетичних і прозових творів з іспанської (Сесар Вальєхо), французької (Лотреамон «Пісні Мальдорора»), грузинської, слов'янських мов.